# Décès en 1450
Décès
- 1446
- 1447
- 1448
- 1449
- 1450
- 1451
- 1452
- 1453
- 1454

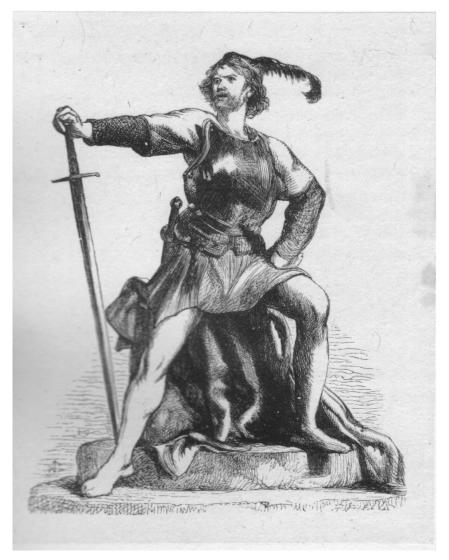
Jack Cade, mort en 1450.

Cette page dresse une liste de personnalités mortes au cours de l'année 1450 :
- 9 janvier : Adam Moleyns (en), évêque anglais.
- 9 février[1] : Agnès Sorel, maîtresse de Charles VII, roi de France.
- 14 février : Jean II (en), comte de Ziegenhain et de Nidda.
- 9 mars : William Bruges (en), officier d'armes anglais.
- 18 mars : Robert de La Rivière, évêque de Rennes.
- 23 mars : Henry Somer (en), un courtisan anglais et député qui a été chancelier de l'Échiquier et maître de la Royal Mint.
- 25 avril : Gilles de Bretagne, prince breton, seigneur de Chantocé.
- 2 mai : William de la Pole, comte, puis marquis, puis duc de Suffolk et un des grands capitaines anglais de la guerre de Cent Ans.
- 9 mai : Abd ul-Latif, prince-astronome de Samarcande et souverain des Timourides.
- 15 mai : André Abellon, religieux dominicain.
- 18 mai : Sejong le Grand, roi de la dynastie coréenne Chosŏn.
- 2 juillet : Ranuce Farnèse, seigneur de Montalto, Latera, Farnese, Ischia, Valentano et Cellere, sénateur de Rome, seigneur de Piansano et capitaine de l'armée pontificale.
- 4 juillet :
  - Enrico Rampini, cardinal italien.
  - James Fiennes, soldat et politicien anglais.
- 12 juillet : Jack Cade, révolutionnaire anglais.
- 19 juillet : François Ier de Bretagne, comte de Montfort et duc de Bretagne.
- 20 juillet : Prigent VII de Coëtivy, noble breton.
- 26 juillet :
  - François Ier de Bretagne, dit « le Bien-Aimé » ou « le Fratricide », duc de Bretagne, de 1442 à 1450.
  - Cecily Neville, duchesse de Warwick.
- 30 juillet : Henri XVI de Bavière, duc de Bavière.
- 3 août : Jean Lesguisé, soixante-quinzième évêque de Troyes.
- 15 août : Alberto da Sarteano (it), franciscain italien.
- 27 août : Reginald West (en), noble anglais.
- 30 août : Catherine de Laval, dame de Chauvigny.
- 31 août : Isabelle de Navarre, fille de Charles III de Navarre.
- 7 septembre : Catherine de Bjurum, reine consort de Suède et de Norvège.
- 16 septembre : Louis Aleman, archevêque d'Arles, de la peste à Salon-de-Provence.
- 22 septembre : Catherine de Saxe-Lauenburg (en), duchesse de Saxe-Lauenbourg, baronne de Werle-Güstrow, duchesse de Mecklembourg.
- 23 septembre :
  - William Tresham, parlementaire anglais, assassiné.
  - Louis IV de Wurtemberg, comte de Wurtemberg.
- 1er octobre : Lionel d'Este, condottiere et homme politique italien.
- 3 novembre : Paola Colonna (en), dame de Piombino.
- 5 novembre : Jean IV d'Armagnac, comte d'Armagnac, de Fezensac et de Rodez.
- 22 novembre : Francisco Rovira y Escuder, pseudo-cardinal espagnol.
- 21 juillet ou le 20 décembre : Barnim VII de Poméranie, duc corégent de Poméranie.
- Angelos Akotantos (en), peintre d’icônes.
- Ahmad ibn Arabshah, écrivain, traducteur et voyageur syrien.
- William Ayscough (en), évêque de Salisbury.
- Bluebeard l'ermite (en), fouleur puis ermite anglais.
- Aslak Bolt (en), prêtre norvégien.
- John Byron (en), noble, chevalier et homme politique anglais.
- Giovanni d'Alemagna, peintre d'origine allemande.
- André d'Ypres, peintre et enlumineur.
- Francesco da Chiaravalle (en), évêque de Montefeltro.
- Scaramuccia da Forlì, condottiere italien.
- Jeanne de Béthune, noble française.
- Aymon de Chissé le Jeune, évêque de Nice puis de Grenoble.
- Vasco Fernandes Coutinho (en), comte de Marialva (en).
- Nicholas Crispo (en), seigneur de Syros, régent du duché de Naxos, de 1447 et 1450.
- Tugdual de Kermoysan, seigneur breton, capitaine de gens d'armes et de trait, compagnon d'arme de Jeanne d'Arc et d'Arthur III de Bretagne.
- Juan Rodríguez de la Cámara, écrivain et poète galicien.
- Hugues de Noé, maître d'écurie du roi Charles VII de France, chambellan du roi et capitaine gouverneur.
- Christopher Curwen, soldat, administrateur et homme politique anglais.
- Hélène Dragaš, impératrice byzantine.
- Benozzo Federighi (en), évêque de Fiesole.
- Antoine Ferrier, archevêque d'Orange à titre personnel.
- Ritske Jelmera (en), chef frison.
- Ida Königsmarck (en), noble suédoise.
- Shalu Lochen Legpa Gyeltshen (en), chef tibétain.
- Wilhelm Mader (en), évêque auxiliaire d'Augsbourg.
- Maestro del Giudizio di Paride (it), peintre italien.
- Antonio Malfante, commerçant génois.
- Manavala Mamunigal (en), chef religieux Hindouiste.
- Marmaduke Lumley (en), évêque de Lincoln.
- Thomas Maule (en)
- Rinaldo Orsini, condottiere italien.
- Otto VII (en), comte de Tecklenburg.
- Bengt Jönsson Oxenstierna, administrateur ou régent du royaume de Suède.
- Antonio Altan San Vito (en), évêque d'Urbino.
- Badr Shirvani (en), poète perse.
- Leeyti Tyukuli (en), souverain du Djolof.

date incertaine (vers 1450)
- Stefano Di Giovanni Sassetta, peintre italien[2].
- Nils Jönsson Oxenstierna, administrateur ou régent du royaume de Suède.
- Sassetta, peintre siennois de style gothique italien.

## Crédit d'auteurs
- Cet article est partiellement ou en totalité issu de l'article intitulé « 1450 » (voir la liste des auteurs).